# Masami Horiuchi
Masami Horiuchi (堀内 正美, Horiuchi Masami), né le 22 mars 1950 à Setagaya, est un acteur japonais.

## Biographie
Masami Horiuchi fait ses études au Toho Gakuen College of Drama and Music (en) à Tokyo.

## Filmographie sélective
- 2000 : Uzumaki (うずまき?) de Higuchinsky
- 2005 : Rampo Noir (乱歩地獄, Ranpo jigoku?), segment Kagami jigoku d'Akio Jissōji
- 2019 : Bolt (ぼると?) de Kaizō Hayashi (ja)
- 2020 : True Mothers (朝が来る, Asa ga kuru?) de Naomi Kawase
- 2020 : Tsumi no koe (罪の声?) de Nobuhiro Doi